# Čakovice (první tvrz)
Starší čakovická tvrz je zaniklé šlechtické sídlo v Praze 9, které se nacházelo v bývalém dolním dvoře, již také zaniklém.

## Historie
Ve 14. století stály v Čakovicích tři dvory. Jeden z nich vlastnil pražský měšťan Václav Bořitův a roku 1361 jej prodal Václavovi z Knína. Kolem roku 1400 jej koupil Hereš z Vrutice a na dvoru zapsaných 43 kop pražských grošů ročního platu předal klášteru augustiniánů  na Karlově. Tentýž Hereš pak roku 1409 směnil „dvůr s dvěma poplužími a tvrzí“ s benediktinským klášterem Na Slovanech za dvory v Jenči a Doubravici.
Benediktini drželi v Čakovicích od roku 1400 již jeden z oněch tří dvorů (ten třetí byl na přelomu 14. a 15. století v majetku čakovického faráře). Klášter oba dvory pronajímal, roku 1437 je pronajal Václavu z Milostína a v nájemní smlouvě je opět stará tvrz zmíněna. Další zmínka o staré tvrzi je z roku 1510 ve smlouvě mezi Petrem z Křiněvsi a Dorotou z Blahostic.
V majetku benediktinů zůstal dvůr s tvrzí až do roku 1674, kdy jej prodali hraběti Karlu Leopoldovi Caretto-Millesimovi. Pro velké zadlužení nového vlastníka byl roku 1686 proveden soupis majetku, ve kterém bylo uvedeno, že „při dolejším dvoru bývala v dřívějších dobách tvrz, z níž zůstala jen věž a byt pro správce“.
Tvrz byla pobořena údajně již roku 1648 švédskými vojsky.